# Año de África

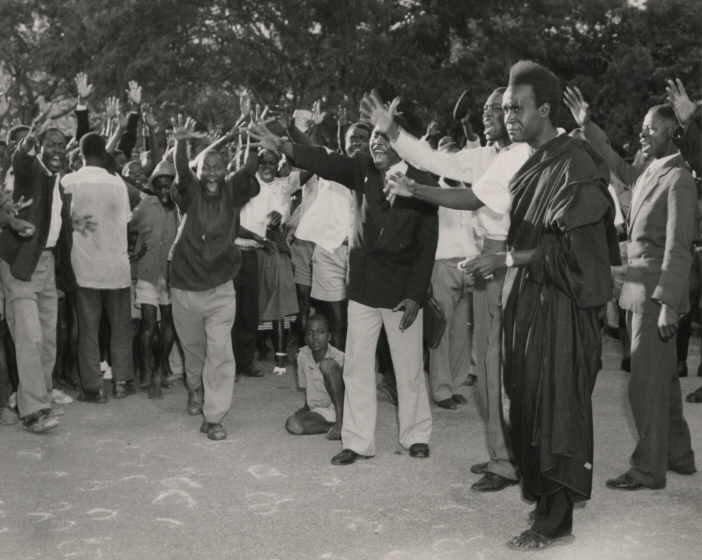
Manifestación independentista en Rhodesia del Norte (actual Zambia), marzo de 1960

1960 se conoce como el Año de África debido a una serie de eventos que tuvieron lugar durante el año, principalmente la independencia de 17 naciones africanas, que resaltaron los crecientes sentimientos panafricanos en el continente. El año trajo la culminación de los movimientos independentistas africanos y la posterior aparición de África como una fuerza importante en las Naciones Unidas. Este rápido desarrollo político condujo a la especulación y la esperanza sobre el futuro de África en su conjunto. Sin embargo, al mismo tiempo, el continente comenzaba a enfrentar las realidades de la violencia poscolonial. Este año también vio el comienzo de la oposición armada al apartheid en Sudáfrica, con ramificaciones políticas en África y en todo el mundo.

## Origen
O.H. Morris, del Ministerio de Colonias Británico, predijo a principios de enero que "1960 será un año de África". La frase "año de África" también fue utilizada por Ralph Bunche el 16 de febrero de 1960. Bunche anticipó que muchos estados lograrían la independencia en ese año debido a la "rapidez casi explosiva con que los pueblos de África en todos los sectores están emergiendo del colonialismo". El concepto de un "Año de África" atrajo la atención de los medios internacionales.
La mitología del año también fue influenciada por el discurso "Viento del cambio", pronunciado el 3 de febrero de 1960 por el primer ministro británico Harold Macmillan. Hablando en Ciudad del Cabo, Macmillan reconoció que los poderes imperiales tendrían dificultades para seguir controlando sus colonias. El discurso representó una admisión por parte de la elite política británica de que el Imperio británico había terminado y no podía ser revivido. Esto inspiró una reacción de rechazo por una parte del Partido Conservador. Los africanos también reaccionaron. En palabras del Ministro de Asuntos Exteriores guineano Caba Sory:

El "viento del cambio" al que se ha referido recientemente el primer ministro Macmillan, amenaza con convertirse pronto en huracán... Las armas y bayonetas ya no pueden prevalecer ante la fuerte conciencia de las poblaciones de África que están decididas a poner fin al colonialismo.

## Independencia
Durante 1960, el número de países independientes en el continente aumentó de 9 (con poblaciones de 95 millones) a 26 (con poblaciones de 180 millones), ganando su independencia de Bélgica, Francia y el Reino Unido.

### De Francia
En respuesta al creciente conflicto en Argelia, Francia creó una nueva constitución en 1958. Esta constitución hizo que los estados coloniales formaran parte de la "Comunidad Francesa" (La Communauté), la cual reestructuró el imperio francés como una especie de federación. Todos los Estados miembros se adhirieron al acuerdo excepto Guinea, que obtuvo la independencia en 1958 cuando se negó a unirse a La Communauté. Su decisión llevó a Francia a cortar todo apoyo, pero sentó un precedente para otras colonias francesas. En diciembre de 1959, el presidente francés Charles de Gaulle, acordó que los Estados miembros podrían tener independencia si así lo decidieran. Todos lo hicieron, a un ritmo mucho más rápido de lo que Francia anticipó.
- Camerún logró la independencia el primer día de 1960 (se unificó con el Camerún británico en 1961).
- Togo (anteriormente Togolandia francesa) logró la independencia el 27 de abril.
- La Federación de Mali se independizó el 20 de junio y luego se dividió en Mali y Senegal el 20 de agosto.
- Madagascar se independizó el 26 de junio.
- Dahomey (renombrado a Benín en 1975) se independizó el 1.º de agosto
- Níger se independizó el 3 de agosto.
- Costa de Marfil obtuvo la independencia el 7 de agosto.
- Chad se independizó el 11 de agosto.
- República Centroafricana obtuvo la independencia el 13 de agosto.
- Congo (Brazzaville) se independizó el 15 de agosto.
- Alto Volta (renombrado a Burkina Faso en 1984) se independizó el 15 de agosto.
- Gabón se independizó el 17 de agosto.
- Mauritania obtuvo la independencia el 28 de noviembre.

Estos países permanecieron dentro de la esfera de influencia francesa, particularmente en términos económicos. Francia también negoció acuerdos políticos con la Federación de Malí y Madagascar, renunciando al mandato de que la salida de la Comunidad francesa conduciría al fin de los lazos políticos (como lo había hecho con Guinea). Las empresas francesas aceptaron así el acuerdo, porque se mantendrían en una buena posición para beneficiarse de los nuevos países independientes, que también seguían utilizando los francos coloniales (CFA).
Las nuevas constituciones creadas por estos países utilizan algunas ideas de la Constitución francesa, incluidos los valores de la democracia y los derechos universales, así como un sistema parlamentario con un ejecutivo fuerte. También a veces usan el lenguaje de la Declaración Universal de los Derechos Humanos. Todos enfatizan el panafricanismo sobre el nacionalismo.

### Del Reino Unido
Dos países lograron la independencia del Reino Unido en 1960. Somalia, a través de la unificación de Somalilandia Británica y el Territorio en fideicomiso de Somalia, y Nigeria.
El 26 de junio, la Somalia británica se convirtió en el Estado independiente de Somalilandia. Cinco días más tarde, se unió con el Territorio en fideicomiso italiano de Somalia para crear la República de Somalia el 1.º de julio.
Nigeria tenía la población más grande y la mejor economía del continente. Se hizo independiente el 1.º de octubre.
También en 1960, el Dominio de Ghana votó para convertirse en una República. El panafricanista de fama mundial Kwame Nkrumah, ex primer ministro, fue elegido presidente simultáneamente, el 27 de abril de 1960.

### De Bélgica

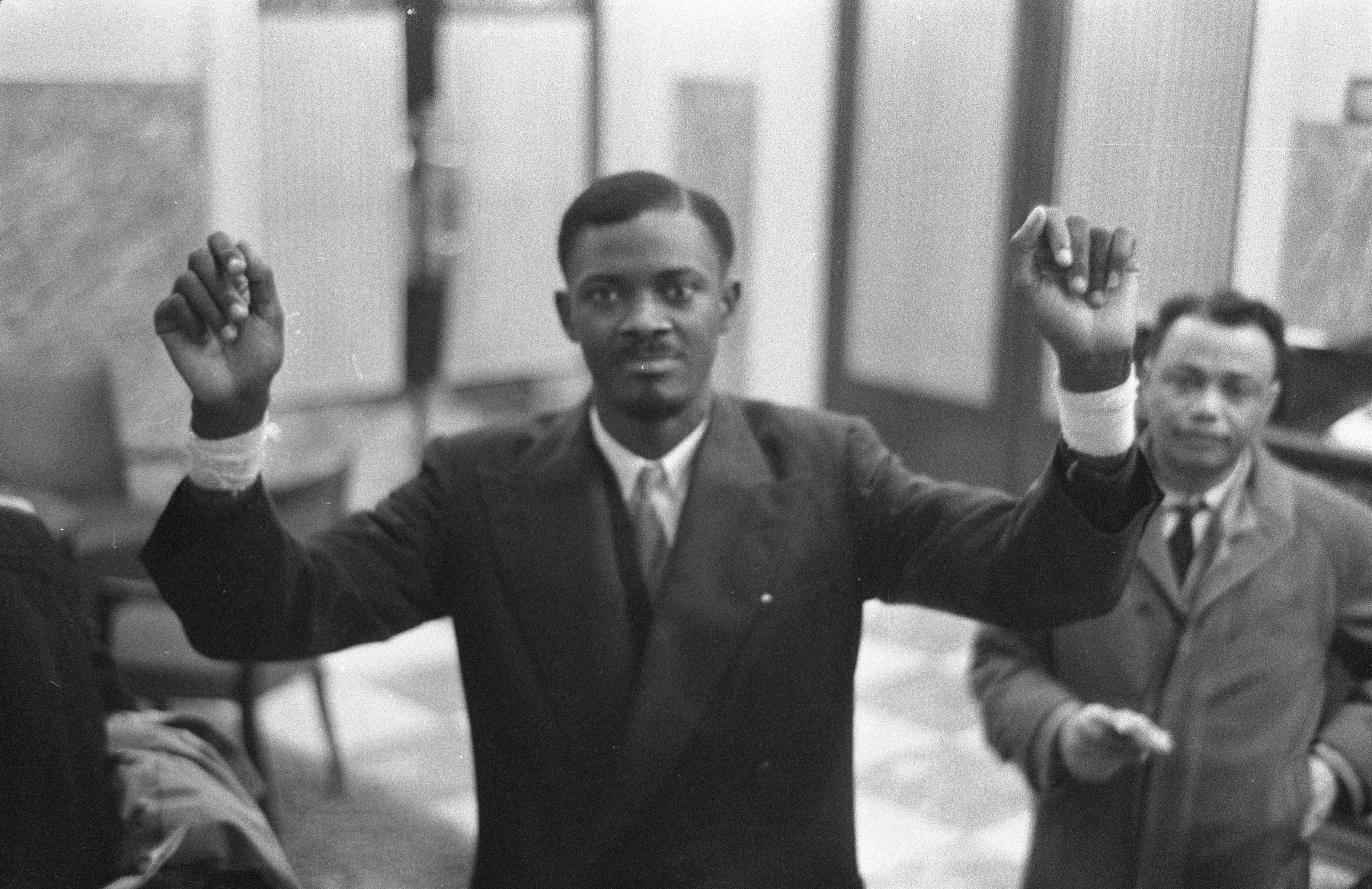
Lumumba en Bruselas, enero de 1960

Los congoleños habían estado manifestándose por la independencia, y a principios de 1960, Patrice Lumumba fue encarcelado por incitar a un motín en 1959. Reconociendo que el Congo iba a independizarse, Bélgica liberó a Lumumba y le permitió asistir a una conferencia en Bruselas entre el 18 y el 27 de enero. En la conferencia, el 30 de junio se estableció como el día de la independencia de la República del Congo (Leopoldville). Lumumba ganó en las elecciones de mayo y se convirtió en el primer ministro del país el 30 de junio.
El país pronto se vio envuelto en la confusión, y Lumumba fue depuesto el 14 de septiembre. Posteriormente fue torturado y ejecutado. El período subsiguiente de inestabilidad a veces se denomina Crisis del Congo.
Los acontecimientos en el Congo llevaron al periódico británico London Daily Express (que siempre ha favorecido el colonialismo) a denunciar el "Año de África" y pedir que 1961 fuera un "año de realismo".

## Sudáfrica

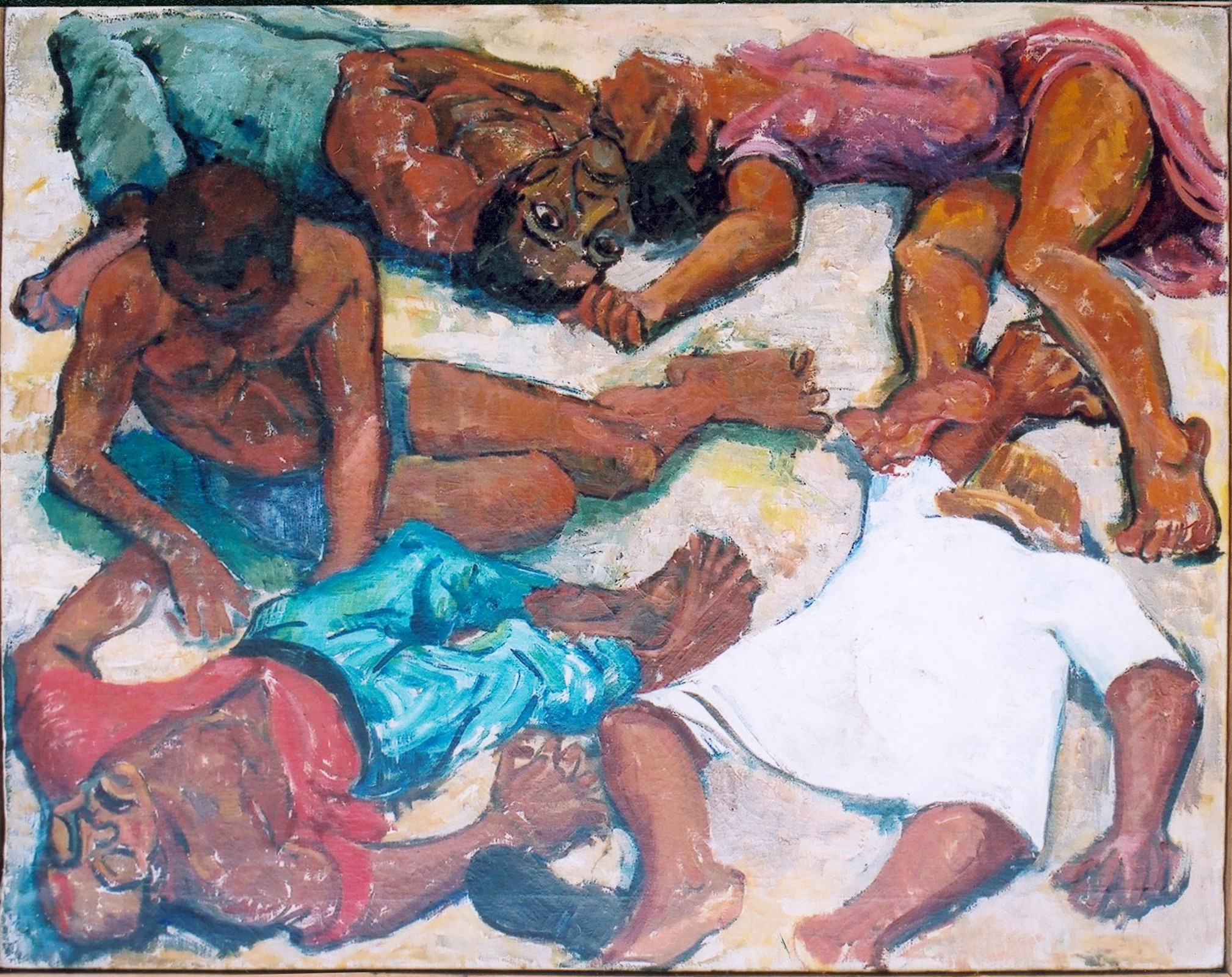
"Asesinato en Sharpeville", pintura de Godfrey Rubens

La Matanza de Sharpeville en Sudáfrica tuvo lugar el 21 de marzo de 1960, desencadenando una resistencia clandestina masiva y manifestaciones de solidaridad internacional. Este evento se cita a veces como el comienzo de la lucha mundial contra el apartheid.
Los activistas y académicos sudafricanos lo describen como un punto de inflexión en la resistencia, que marca el final de la no violencia y el liberalismo. Algunos dicen que su mayor impacto fue hacer que los sudafricanos blancos tomaran conciencia de la brutalidad con la que los negros políticos estaban siendo reprimidos.
El 5 de octubre, se aprobó un referéndum en Sudáfrica que abolió la monarquía, que estableció la salida de Sudáfrica de la Mancomunidad de Naciones al año siguiente por sus políticas raciales.

## Naciones Unidas
En octubre, el presidente de Ghana, Kwame Nkrumah, pronunció un discurso ante las Naciones Unidas en el que discutió el papel de África en el mundo y el papel futuro del mundo en África. Nkrumah afirmó el nuevo poder de África, diciendo que no deseaba vengarse de sus colonizadores europeos, pero insistiría en la libertad:

Un hecho cardinal de nuestro tiempo es el impacto trascendental del despertar de África sobre el mundo moderno. La corriente del nacionalismo africano arrasa con todo y constituye un desafío para las potencias coloniales para hacer una restitución justa por los años de injusticia y crimen cometidos contra nuestro continente.
Pero África no busca venganza. Está en contra de su propia naturaleza albergar malicia. Más de dos millones de nuestra gente gritan con una sola voz de tremendo poder. ¿Y qué dicen ellos? No pedimos la muerte a nuestros opresores; no pronunciamos deseos de mal destino para nuestros amos de esclavos; hacemos una afirmación de una demanda justa y positiva; nuestra voz retumba a través de los océanos y las montañas, sobre las colinas y los valles, en los lugares desérticos y en la vasta extensión de la humanidad, y reclama la libertad de África. África quiere su libertad. África debe ser libre. Es una llamada simple, pero también es una señal que enciende una luz roja de advertencia a quienes tienden a ignorarla.

Nkrumah pidió el fin de la supremacía blanca, particularmente en Sudáfrica. En una introducción al texto impreso del discurso, W.E.B. Du Bois escribe: "No puede haber ninguna duda de que Kwame Nkrumah es la Voz de África. Es decir, que más que cualquier otro hombre vivo, él expresa el pensamiento e ideales del continente negro y que este continente está pasando a primer plano en los asuntos mundiales".
El 14 de diciembre de 1960, la Asamblea General de las Naciones Unidas aprobó la Declaración sobre la concesión de la independencia a los países y pueblos coloniales. Esta afirmación afirma que "todos los pueblos tienen derecho a la autodeterminación", y que la norma de poderes externos constituye una violación de los derechos humanos. La declaración pasó sin votos en contra. Los Estados Unidos y otras 7 potencias coloniales se abstuvieron.

## Implicaciones y legado
El Año de África alteró el estatus simbólico de los africanos en todo el mundo, haciendo que el mundo reconociera la existencia de las naciones africanas como una fuerza a tener en cuenta en el ámbito internacional. Marcó el comienzo de una nueva era más afrocéntrica en los estudios africanos, marcada por la fundación de las revistas académicas Cahiers d'Études africaines y el Journal of African History.
El Año de África fue un impulso importante para los afroamericanos, ellos mismos comprometidos en el Movimiento por los Derechos Civiles dentro de los Estados Unidos. El periódico Baltimore Afro-American, confiado en que las manifestaciones pacíficas derrotarían la segregación en el sur de Estados Unidos, editorializó: "Los 'vientos de cambio' que están barriendo África, también están soplando en las áreas ignoradas de los Estados Unidos". El profesor James H. Meriwether, recordando el Año de África, escribe: "Los acontecimientos de 1960 fortalecieron los vínculos entre los afroamericanos y la lucha mundial contra la supremacía blanca, mientras lo hacía sobre una base más centrada en África". Más concretamente, los resistentes a la segregación en el sur de los Estados Unidos pueden haber comenzado a buscar inspiración en Sudáfrica y viceversa.
La frase "Año de África" se usó de nuevo en 2005, principalmente junto con la atención occidental al continente que rodeaba la 31ª Cumbre del G8.